# Klóketen
Los klóketen eran jóvenes de entre 14 y 18 años que participaban por primera vez en la ceremonia del Hain, el ritual mediante el cual dejaban la niñez y se iniciaban como adultos. Todos los varones Selk´nam, habitantes de la Tierra de Fuego, debían someterse a este proceso y solo durante ese periodo serían considerados bajo el término de klóketen.  

### El papel del klóketen dentro del Hain.
Al iniciar la ceremonia del Hain, los jóvenes klóketen eran separados de las mujeres y las infancias del grupo y se adentraban al bosque con los hombres adultos y los chamanes, conocidos como xo´on. El último contacto de los klóketen, antes de la ceremonia, era con sus madres. Se creía que cuando volvieran a verlos, sus hijos ya no serían niños y por lo tanto, en ese momento culminaban las actividades de crianza que habían sido ejercidas, casi en su totalidad, por las figuras femeninas.  
Los xo´on y los consejeros, que eran los hombres de edad más avanzada, determinaban la fluidez que tendría la ceremonia. Las pruebas iniciales estaban relacionadas con la caza y el uso del arco y la flecha, era el momento para que los iniciados demostraran las habilidades que habían adquirido por enseñanza de sus padres. Esta primera etapa se extendía por varios días o semanas, al finalizar, comenzaría el momento más importante para los klóketen.  
Los jóvenes eran sometidos a una preparación que incluía pintura corporal, una vez pintados, se colocaban nuevamente su vestimenta, que era una especie de capa de piel de guanaco. Al poco tiempo, los Shoort aparecían y guiaban a los klóketen a la choza ceremonial, que era construida con antelación.  
Dentro de la choza, algunos de los hombres adultos que pertenecían a la comunidad, formaban un círculo enmarcado por las paredes del recinto y entonaban diversos cantos. Al centro se mantenía el fuego y el klóketen permanecía de pie cerca de este, finalmente, el Shoort se hacía presente y derribaba al joven en turno que quedaba desnudo frente a todos. En ese momento el iniciado se veía en la necesidad de pelear, pero generalmente se encontraba dominado por la fuerza de su oponente y el miedo al que estaba sometido.  
Cuando el klóketen se encontraba exhausto, el consejero detenía la lucha y dejaba que el joven se recuperara. El siguiente paso era tocar a su contrincante, tarea que no sería sencilla debido a la carga mítica que se le atribuía a los Shoort. Cuando el klóketen lograba esta hazaña, se daba cuenta de que aquello que creía que era un espíritu maligno, en realidad era alguno de los hombres adultos de la comunidad, disfrazado con máscaras y pintura para no ser descubierto, lo que conducía a la burla del resto de los presentes en la choza.  
La última prueba de los aspirantes klóketen era lograr guardar el secreto que rodeaba a toda la ceremonia. Desde el primer día y durante toda la preparación, los jóvenes selknam eran instruidos en los relatos míticos que había detrás del Hain. En esas narraciones se explicaba el origen del mundo y los maltratos a los que habían sido sometidos los hombres cuando estaban bajo el mandato femenino. Se les advertía que revelar los secretos del Hain conduciría a grandes desgracias y aunque ya no serían atormentados por los Shoort, no debían bajar la guardia, por el contrario, los días restantes de la ceremonia tendrían que demostrar sus nuevas habilidades.  
Si el klóketen pasaba las pruebas obtenía un triángulo de piel de guanaco conocido como goulchelg, que era una especie de diadema que solo portaban los hombres. A partir de ese momento, se consideraban aptos para formar familias, si no cumplían con las pruebas, tenían que seguir intentando. Finalmente, los hombres que personificaban a algún espíritu durante la ceremonia salían de la choza y molestaban a las mujeres, haciendo maldades y asustando a las infancias.  

### Registros del Hain.
Hasta antes de la colonización, cerca de 1880, el pueblo Selk´nam solía vivir en pequeños grupos seminómadas que se desplazaban dentro de un territorio específico, al que denominaban haruwen. Los registros más exactos sobre la ceremonia del Hain y los klóketen, se llevaron a cabo a inicios del siglo XX por Martin Gusinde durante su estancia en la Tierra de Fuego.  
El Hain reunía a una gran cantidad de hombres, que se relacionaban por los vínculos de parentesco que ligaban a toda la población. Mientras se realizaba la ceremonia permanecían en el mismo lugar durante largos periodos de tiempo, por lo que no era raro que las ubicaciones más adecuadas para llevar a cabo esta práctica fueran conocidas, y que incluso se utilizaran las chozas de los años anteriores. Gusinde llegó a calcular que las cifras del Hain podían haber alcanzado una participación de hasta 300 jóvenes klóketen.  
En 1923 se documentó por primera y única ocasión esta ceremonia, que duró cincuenta días; sin embargo, en sus trabajos etnográficos, Martin Gusinde relata que en el año de 1922, el ritual duró cuatro meses y que llegaron a informarle que incluso podían durar hasta un año, pues era posible desplazarse si así se requería.  
La antropóloga estadounidense Anne Chapman concluyó, tras su convivencia con Lola Keipja y algunos otros miembros del pueblo selknam, que el último Hain se llevó a cabo en 1933 y la participación fue muy escasa, debido a la violencia a la que habían sido sometidos y que habría provocado la muerte de un número importante de familias. 

### Origen mítico del Hain y el Klóketen femenino.
El fundamento mítico del Hain se centra en la existencia de una época conocida como hóowin, en la que las mujeres gobernaron a los hombres y los sometieron para que les proporcionaran todo lo necesario para su subsistencia.  Las tareas domésticas, el cuidado de los hijos y la caza, quedaban a cargo de los varones, y las mujeres se instalaban en la choza ceremonial para realizar el Hain.  
La Luna era la figura femenina más importante y dominaba a su marido, el Sol. “Era un personaje tan poderoso que aun ‘hoy en día’, tras el espectacular triunfo de los hombres, sólo ella, única entre todas las mujeres de la época hóowin, todavía exige respeto e inspira temor, sobre todo cuando entra en eclipse”.Cuando la Luna lo decidía, se celebraba un Hain para que las niñas se introdujeran en la vida adulta y se convirtieran en mujeres. La ceremonia y su preparación se desarrollaban bajo los mismos parámetros, era algo que se mantenía en secreto.  
Las jóvenes iniciadas también recibían el nombre de klóketen, pero la Luna les asignaba un personaje, un espíritu que tendrían que personificar y cuando la Luna lo decidía, los hombres eran llevados a la choza del Hain y las klóketen femeninas se encargaban de atormentarles, jugando con su imaginación y buscando que los hombres sintieran tanto temor que no fueran capaces de rebelarse a los espíritus femeninos por miedo al castigo.  
El mito sostenía que de lo profundo de la Tierra emergía un espíritu femenino llamado Xalpen y a los hombres se les hacía creer que ese espíritu también atormentaba a las mujeres, que de hecho, la única forma de mantenerle tranquila era con comida, por lo que los varones ponían mayor empeño a las actividades de caza.  
Pero todo acabaría cuando el Sol oyó a las mujeres del Hain burlándose de los hombres por haber creído esa historia y no darse cuenta de que los espíritus que los atormentaban no eran reales y que solo eran las jóvenes klóketen siendo iniciadas. La furia del sol y de los hombres fue tal, que acabaron con la vida de sus madres y sus esposas, la Luna huyó al cielo para escapar y en el tiempo mítico, los hombres se apoderaron del Hain y establecieron su dominio sobre las mujeres.  

### La figura del Klóketen dentro del orden social y político.
El Hain y la figura del klóketen fueron los ejes sobre los que se articularon cuestiones importantes de la sociedad selk´nam, pues además de ser la base de la cosmovisión, el Hain se usó para justificar la implementación de una forma patriarcal de gobierno y la figura del klóketen era la representación misma de ese sistema.  
El secreto que rodeaba a toda la ceremonia era algo que pasaba de generación en generación mediante los jóvenes klóketen, que finalmente también se disfrazarían y continuarían con la transmisión de ese relato mítico. “Por mucho que se maltratara a las mujeres durante la ceremonia Hain, los hombres disponían de una construcción perfectamente lógica mediante la cual quedaban exculpados ante sí mismos”.

### Pintura corporal.
La pintura corporal tenía mucha importancia y fue fundamental en la sociedad Selk´nam, pues era una forma de expresar sus estados de ánimo y realzar rasgos que consideraban bellos, pero también se usaba como camuflaje en contextos de cacería y como ornamenta en combates y ocasiones especiales. 
Los pigmentos se obtenían de tierras arcillosas y carbón pulverizado, que se mezclaban con grasa de guanaco o de foca. Un familiar, generalmente el padre, era el encargado de dibujar líneas y puntos sobre el cuerpo del joven klóketen. “Los diseños Selk’nam varían desde algunos muy simples, constituidos por un único elemento básico (p. ej., una línea en cada mejilla), hasta otros complejos, construidos mediante la combinación de varios elementos de diferentes tamaños, orientaciones, colores y posiciones. Se ha identificado un total de 49 motivos construidos a partir de 13 elementos básicos, solos o combinados. El más frecuente era la línea, seguida por las bases de color y los puntos”. Según la forma y la disposición de las figuras, se le asignaría un significado, lo mismo ocurría con el color; el rojo se asociaba generalmente a la alegría, el blanco a la guerra y el negro podía ser una señal de luto. Un diseño característico de los klóketen eran las líneas irregulares en el rostro.  

### Máscaras y espíritus del Hain.
El espíritu mítico que atormentaba a los klóketen en la ceremonia del Hain era conocido como Shoort, que representaba a un chamán o ancestro que había sido transformado. Había siete representaciones de Shoort, cada una asociada a un linaje y territorio distinto.  
Los hombres que se disfrazaban para representar a estos espíritus en la ceremonia eran jóvenes y ágiles y confeccionaban sus máscaras con corteza de árbol, piel de guanaco, plumas y pintura. Al finalizar la ceremonia, las máscaras se escondían en el bosque y se tenía especial cuidado para que las mujeres e infancias no las encontraran. 
Otros espíritus importantes eran: Olum, Hayílan, Hashé y Wakus, Waash-Heuwan, Xalpen, K’Terrnen; Halahaches, Matan, Koshmenk, Kulan, Ulen, y Tanu. Estos seres eran evocados en el ritual y formaban parte de la realidad de los Selk’nam, por ese motivo los klóketen, las mujeres y las infancias, trataban a las máscaras con respeto.